# Atletismo nos Jogos Pan-Americanos de 1963 - 400 m masculino
A prova dos 400 m masculino nos Jogos Pan-Americanos de 1963 foi realizada em São Paulo, Brasil.

## Medalhistas
| Ouro                             | Prata                       | Bronze                                 |
| James Johnson USA Estados Unidos | Melville Spence JAM Jamaica | Clifton Bertrand TRI Trinidad e Tobago |

## Resultados
| Posição           | Nome             | Nacionalidade         | Tempo | Notas |
| ----------------- | ---------------- | --------------------- | ----- | ----- |
| Medalha de ouro   | James Johnson    | USA Estados Unidos    | 46.80 |       |
| Medalha de prata  | Melville Spence  | JAM Jamaica           | 46.94 |       |
| Medalha de bronze | Clifton Bertrand | TRI Trinidad e Tobago | 47.43 |       |
| 4                 | Didier Mejía     | MEX México            | 48.28 |       |
| 5                 | Hortensio Fucil  | VEN Venezuela         | 48.58 |       |